# MV Agusta 750 Sport
MV Agusta 750 Sport – włoski model motocyklu wyprodukowany w 1973 roku.

## Właściwości motocykla
Model 750 Sport (w skrócie 750S) wyposażony jest w 4-cylindrowy silnik rzędowy z 8 zaworami.

### Pozostałe dane
- Pojemność skokowa silnika - 743 cm3
- Prędkość maksymalna - 218 km/h
- Moc maksymalna - 72 KM przy 9200 obr./min
- Średnica cylindra - 65 mm
- Skok tłoka - 56 mm
- Stopień sprężania - 9,5:1